# Maison Kwachet
La Maison Kwachet est un immeuble de style Art nouveau réalisé en 1901 par l’architecte Gustave Strauven à Bruxelles (Belgique). L'intérieur de la maison compte aussi plusieurs éléments de ce style.
Elle est reprise sur la liste des monuments classés de Bruxelles-ville depuis le 29 février 1984.

## Situation
Cet immeuble se situe au no 51 de la rue Van Campenhout à Bruxelles à l'ouest du quartier des Squares.

## Description

### Façade
L'immeuble est une construction asymétrique de deux travées décalées. La travée gauche est plus étroite (proportion 1/3 - 2/3) et moins haute que la travée droite. Les matériaux utilisés sont la pierre bleue pour le soubassement, les bandeaux et les consoles, la brique blanche vernissée présente principalement pour la partie inférieure de la façade et la brique rouge utilisée surtout pour la partie supérieure.
Le soubassement est taillé de deux cartouches aux lignes courbes reprenant à gauche la date de la construction et à droite le nom de l'architecte.
La travée de gauche est occupée par la porte d'entrée en bois ornée de plusieurs parties en vitraux polychromes. La baie du premier étage est en fait composée de deux fenêtres superposées et aussi ornées de vitraux aux motifs de fleurs stylisées. L'ouverture supérieure est un oculus dont l'appui de fenêtre bombé sert de linteau à la fenêtre du dessous.
La travée de droite donne la part belle à la ferronnerie présente devant les quatre baies sous la forme de grillage, de garde-fou ou de balcon. On remarque aussi les consoles en pierre taille découpées et ouvragées soutenant le balcon. Des pilastres courent le long de la partie supérieure de cette travée qui est coiffée par un fronton.

### Intérieur
En plus des vitraux décrits en façade, la maison compte aussi un grand vitrail dans la véranda, à l'arrière du bâtiment. Ce vitrail découpé sur plusieurs parois représente sous un ciel nuageux un coucher (ou lever) de soleil derrière les montagnes en arrière-plan et un lac au bord duquel flottent des lotus blancs et se dressent deux arbres ainsi qu'une plante d'orchidées rouges.
Le sol de la véranda est occupé par une mosaïque en marbre blanc où figurent des motifs floraux et des lignes en coup de fouet de couleurs orange, verte et noire.
La première volée d'escalier en marbre blanc compte une rampe en fer forgé aux lignes courbes propres au style Art nouveau.

## Sources
- http://www.irismonument.be/fr.Bruxelles_Extension_Est.Rue_Van_Campenhout.51.html